# Philadelphus argenteus
Philadelphus argenteus är en hortensiaväxtart som beskrevs av Per Axel Rydberg. Philadelphus argenteus ingår i släktet schersminer, och familjen hortensiaväxter. Inga underarter finns listade i Catalogue of Life.